# Boeing 767
Boeing 767 je srednje veliko širokotrupno potniško letalo. Velja za prvo dvomotorno širokotrupno letalo proizvajalca Boeing s steklenim kokpitom in dvočlansko posadko. Lahko pelje do 375 potnikov 11800 km daleč. Razvoj letala 767 se je dogajal skupaj z manjšim ozkotrupnim letalo 757. To pomeni da lahko z dovoljenjem Type Rating pilot leti obe letali. Prvi 767-200 je poletel leta 1982, večja verzija 767-300 leta 1986 in najdaljši 767-400 leta 2000, ki pa je prejel zelo malo naročil zaradi bolj konkurenčnega A330-200. Boeingova želja po povečanju kapacitite dvomotornih letal je potem vodila še do precej večjega 777. Leta 2013 je letalo še v proizvodnji, predvsem tovorni 767F in KC-767, ter KC-46 za prečrpavanje goriva v zraku. 
Boeing je sodeloval pri načrtovanju s firmo Aeritalia in konzorcijem japonskih podjetij. Letalo je manjših dimenzij kot podobna trimotorna letala Lockheed Tristar, DC-10 in MD-11, vendar pa bolj varčen. Že prej leta 1976 je poletel Airbusov A300 njegov glavni konkurent do prihoda A330.
Boeing 767 ima na voljo tri opcije pri izbiri motorjev Pratt&Whitney JT9D ali PW4000, Rolls Royce RB211 in General Electricov CF-6. Velja za prvo dvomotorno letalo, ki je dobilo dovoljenje za daljše lete nad morjem zaradi zanesljivosti motorjev in prvo veliko dvomotorno letalo, ki je doseglo 1000 proizvedenih letal. Do julija 2013 je letalo prejelo 1108 naročil, od tega okrog 40 neizpolnjenih. Njegov naslednik je kompozitni Boeing 787, ki naj bi porabil do tretjino manj goriva.

## Tehnične specifikacije
|                                                 | 767-200                                                         | 767-200ER                                                       | 767-300                                                         | 767-300ER                                                               | 767-300F                                                                | 767-400ER                                                       |
| ----------------------------------------------- | --------------------------------------------------------------- | --------------------------------------------------------------- | --------------------------------------------------------------- | ----------------------------------------------------------------------- | ----------------------------------------------------------------------- | --------------------------------------------------------------- |
| Posadka                                         | 2                                                               | 2                                                               | 2                                                               | 2                                                                       | 2                                                                       | 2                                                               |
| Kapaciteta sedežev                              | 181 (3-razredi) 224 (2-razreda) 255; 290 (1-razred)             | 181 (3-razredi) 224 (2-razreda) 255; 290 (1-razred)             | 218 (3-razredi) 269 (2-razreda) 290; 350 (1-razred)             | 218 (3-razredi) 269 (2-razreda) 290; 350 (1-razred)                     | N/A                                                                     | 245 (3-razredi) 304 (2-razreda) 409 (1-razred)                  |
| Kapaciteta tovora                               | 2.875 ft³ (81,4 m³) 22 LD2s                                     | 2.875 ft³ (81,4 m³) 22 LD2s                                     | 3.770 ft³ (106,8 m³) 30 LD2s                                    | 3.770 ft³ (106,8 m³) 30 LD2s                                            | 15.469 ft³ (438 m³) 30 LD2s + 24 pallets                                | 4.580 ft³ (129,6 m³) 38 LD2s                                    |
| Dolžina                                         | 159 ft 2 in (48,5 m)                                            | 159 ft 2 in (48,5 m)                                            | 180 ft 3 in (54,9 m)                                            | 180 ft 3 in (54,9 m)                                                    | 180 ft 3 in (54,9 m)                                                    | 201 ft 4 in (61,4 m)                                            |
| Razpon kril                                     | 156 ft 1 in (47,6 m)                                            | 156 ft 1 in (47,6 m)                                            | 156 ft 1 in (47,6 m)                                            | 156 ft 1 in (47,6 m)                                                    | 156 ft 1 in (47,6 m)                                                    | 170 ft 4 in (51,9 m)                                            |
| Površina kril                                   | 3.050 ft² (283,3 m²)                                            | 3.050 ft² (283,3 m²)                                            | 3.050 ft² (283,3 m²)                                            | 3.050 ft² (283,3 m²)                                                    | 3.050 ft² (283,3 m²)                                                    | 3.130 ft² (290,7 m²)                                            |
| Višina trupa                                    | 17 ft 9 in (5,41 m)                                             | 17 ft 9 in (5,41 m)                                             | 17 ft 9 in (5,41 m)                                             | 17 ft 9 in (5,41 m)                                                     | 17 ft 9 in (5,41 m)                                                     | 17 ft 9 in (5,41 m)                                             |
| Širina trupa                                    | 16 ft 6 in (5,03 m)                                             | 16 ft 6 in (5,03 m)                                             | 16 ft 6 in (5,03 m)                                             | 16 ft 6 in (5,03 m)                                                     | 16 ft 6 in (5,03 m)                                                     | 16 ft 6 in (5,03 m)                                             |
| Širina kabine                                   | 15 ft 6 in (4,72 m)                                             | 15 ft 6 in (4,72 m)                                             | 15 ft 6 in (4,72 m)                                             | 15 ft 6 in (4,72 m)                                                     | 15 ft 6 in (4,72 m)                                                     | 15 ft 6 in (4,72 m)                                             |
| Maks. kapaciteta goriva                         | 16.700 US gal (63.000 L)                                        | 24.140 US gal (91.400 L)                                        | 16.700 US gal (63.000 L)                                        | 24.140 US gal (91.400 L)                                                | 24.140 US gal (91.400 L)                                                | 24.140 US gal (91.400 L)                                        |
| Prazna teža OEW                                 | 176.650 lb (80.130 kg)                                          | 181.610 lb (82.380 kg)                                          | 189.750 lb (86.070 kg)                                          | 198.440 lb (90.010 kg)                                                  | 190.000 lb (86.180 kg)                                                  | 229.000 lb (103.870 kg)                                         |
| Maks. vzletna teža MTOW                         | 315.000 lb (142.880 kg)                                         | 395.000 lb (179.170 kg)                                         | 350.000 lb (158.760 kg)                                         | 412.000 lb (186.880 kg)                                                 | 412.000 lb (186.880 kg)                                                 | 450.000 lb (204.120 kg)                                         |
| Maks. dolet                                     | 3.850 nmi (4.430 mi; 7.130 km)                                  | 6.385 nmi (7.348 mi; 11.825 km)                                 | 4.260 nmi (4.900 mi; 7.890 km)                                  | 5.990 nmi (6.890 mi; 11.090 km) WL: 6.310 nmi (7.260 mi; 11.690 km)     | 3.255 nmi (3.746 mi; 6.028 km) WL: 3.575 nmi (4.114 mi; 6.621 km)       | 5.625 nmi (6.473 mi; 10.418 km)                                 |
| Potovalna hitrost                               | Mach 0.80 (470 knots, 530 mph, 851 km/h na 35.000 ft (11.000 m) | Mach 0.80 (470 knots, 530 mph, 851 km/h na 35.000 ft (11.000 m) | Mach 0.80 (470 knots, 530 mph, 851 km/h na 35.000 ft (11.000 m) | Mach 0.80 (470 knots, 530 mph, 851 km/h na 35.000 ft (11.000 m)         | Mach 0.80 (470 knots, 530 mph, 851 km/h na 35.000 ft (11.000 m)         | Mach 0.80 (470 knots, 530 mph, 851 km/h na 35.000 ft (11.000 m) |
| Maks. hitrost                                   | Mach 0,86 (493 knots, 567 mph, 913 km/h na 35.000 ft (11.000 m) | Mach 0,86 (493 knots, 567 mph, 913 km/h na 35.000 ft (11.000 m) | Mach 0,86 (493 knots, 567 mph, 913 km/h na 35.000 ft (11.000 m) | Mach 0,86 (493 knots, 567 mph, 913 km/h na 35.000 ft (11.000 m)         | Mach 0,86 (493 knots, 567 mph, 913 km/h na 35.000 ft (11.000 m)         | Mach 0,86 (493 knots, 567 mph, 913 km/h na 35.000 ft (11.000 m) |
| Vzletna razdalja pri MTOW, MSA, na nivoju morja | 5.800 ft (1.768 m)                                              | 8.300 ft (2.530 m)                                              | 7.900 ft (2.410 m)                                              | 8.300 ft (2.530 m)                                                      | 8.600 ft (2.621 m)                                                      | 10.200 ft (3.109 m)                                             |
| Motorji (x2)                                    | P&W JT9D-7R4 P&W PW4052 GE CF6-80A, A2, or C2                   | P&W PW4052, ali 4056 GE CF6-80C2 RR RB211-524G or H             | P&W JT9D-7R4 P&W PW4052 GE CF6-80A, ali C2 RR RB211-524H        | P&W PW4056, 4060, ali 4062 GE CF6-80C2 RR RB211-524G, or H              | P&W PW4056, 4060, ali 4062 GE CF6-80C2 RR RB211-524G, or H              | P&W PW4062 GE CF6-80C2                                          |
| Potisk motorjev (x2)                            | GE: 50,000 lbf (222 kN)                                         | PW: 63,300 lb (282 kN) GE: 62,100 lbf (276 kN)                  | PW: 50,000 lbf (220 kN)                                         | PW: 63,300 lbf (282 kN) GE: 62,100 lbf (276 kN) RR: 59,500 lbf (265 kN) | PW: 63,300 lbf (282 kN) GE: 62,100 lbf (276 kN) RR: 59,500 lbf (265 kN) | PW: 63,300 lbf (282 kN) GE: 63,500 lbf (282 kN)                 |

Viri: Boeing 767 general specifications, Boeing 767 variant specifications